# اوفن‌باک (دی‌جی)
اوفن‌باک (فرانسوی: Ofenbach‎) نام یک گروه دونفره دی‌جی در پاریس فرانسه است. اعضای آن دوریان لو و سزار د رومل هستند.
ترانه معروف آنها مال من باش در چارت فرانسه به رتبه ۵، اتریش رتبه ۴، و بسیاری دیگر چارت‌های اروپا جز ده ترانه برتر بود.